# دومينيكو بوزوفيفو
دومينيكو بوزوفيفو (بالإيطالية: Domenico Pozzovivo)‏ (و. 1982  م) هو راكب دراجة هوائية، من إيطاليا، ولد في بوليكورو، شارك في طواف إسبانيا، وطواف إسبانيا 2013، وطواف إيطاليا 2014.

## سباقات أو مراحل فاز بها
| التاريخ        | السباق                                     | المركز                                                                  |
| -------------- | ------------------------------------------ | ----------------------------------------------------------------------- |
| 01 يناير 2002  | 2002 UCI World Road Rankings               | third of the young rider classification                                 |
| 20 يونيو 2004  | طواف إيطاليا للدراجات تحت 23 سنة 2004      | المركز الثالث                                                           |
| 05 سبتمبر 2004 | Tour de la Vallée d'Aoste 2004             | المركز الثاني                                                           |
| 03 يونيو 2007  | طواف إيطاليا 2007                          | المرتبة 17 في التصنيف العام، الثالث في تصنيف أفضل شاب                   |
| 25 أبريل 2008  | جيرو ديل ترينتينو 2008                     | المركز الثالث                                                           |
| 01 يونيو 2008  | طواف إيطاليا 2008                          | التاسع في التصنيف العام                                                 |
| 07 يونيو 2009  | طواف لوكسمبورغ 2009                        | التاسع في التصنيف العام                                                 |
| 21 يونيو 2009  | 2009 طواف سلوفينيا                         | المركز الثالث                                                           |
| 16 مارس 2010   | تيرينو ادرياتيكو 2010                      | السابع في التصنيف العام                                                 |
| 23 أبريل 2010  | جيرو ديل ترينتينو 2010                     | المركز الثالث                                                           |
| 25 أبريل 2010  | جيرو أبنينس 2010                           | المركز الثاني                                                           |
| 17 أغسطس 2010  | طواف فيرزين 2010                           | المركز الثاني                                                           |
| 05 سبتمبر 2010 | 2010 Giro della Romagna                    | المركز الثاني                                                           |
| 07 أكتوبر 2010 | كوبا ساباتيني 2010                         | الخامس في التصنيف العام                                                 |
| 17 أبريل 2011  | فولتا كاستيلا ليون 2011                    | الرابع في التصنيف العام، الرابع في تصنيف الجبال                         |
| 16 أغسطس 2011  | طواف فيرزين 2011                           | المركز الثاني                                                           |
| 06 أكتوبر 2011 | كوبا ساباتيني 2011                         | العاشر في التصنيف العام                                                 |
| 15 أكتوبر 2011 | طواف لومبارديا 2011                        | السادس في التصنيف العام                                                 |
| 20 أبريل 2012  | جيرو ديل ترينتينو 2012                     | الفائز في التصنيف العام                                                 |
| 27 مايو 2012   | طواف إيطاليا 2012                          | الخامس في تصنيف الجبال، الخامس في تصنيف النقاط، الثامن في التصنيف العام |
| 17 يونيو 2012  | طواف سلوفينيا 2012                         | المركز الثاني                                                           |
| 26 مايو 2013   | طواف إيطاليا 2013                          | العاشر في التصنيف العام                                                 |
| 03 أغسطس 2013  | طواف بولندا 2013                           | السابع في التصنيف العام                                                 |
| 15 سبتمبر 2013 | طواف إسبانيا 2013                          | السادس في التصنيف العام                                                 |
| 06 أكتوبر 2013 | طواف لومبارديا 2013                        | المرتبة 15 في التصنيف العام                                             |
| 18 مارس 2014   | تيرينو ادرياتيكو 2014                      | السادس في التصنيف العام                                                 |
| 25 أبريل 2014  | جيرو ديل ترينتينو 2014                     | المركز الثاني                                                           |
| 27 أبريل 2014  | لييج-باستون-لييج 2014                      | الخامس في التصنيف العام                                                 |
| 01 يونيو 2014  | طواف إيطاليا 2014                          | الخامس في التصنيف العام                                                 |
| 25 يناير 2015  | داون أندر 2015                             | الخامس في تصنيف الجبال، السادس في التصنيف العام                         |
| 17 مارس 2015   | تيرينو ادرياتيكو 2015                      | الثامن في التصنيف العام                                                 |
| 29 مارس 2015   | فولتا كاتالونيا 2015                       | المركز الثالث                                                           |
| 26 أبريل 2015  | لييج-باستون-لييج 2015                      | الثامن في التصنيف العام                                                 |
| 15 أغسطس 2015  | طواف أين 2015                              | العاشر في التصنيف العام                                                 |
| 13 سبتمبر 2015 | طواف إسبانيا 2015                          | المرتبة 11 في التصنيف العام                                             |
| 04 أكتوبر 2015 | طواف لومبارديا 2015                        | المرتبة 19 في التصنيف العام                                             |
| 24 يناير 2016  | داون أندر 2016                             | السابع في التصنيف العام                                                 |
| 21 فبراير 2016 | طواف عمان 2016                             | الثامن في التصنيف العام                                                 |
| 15 مارس 2016   | تيرينو ادرياتيكو 2016                      | التاسع في تصنيف الجبال                                                  |
| 29 مايو 2016   | طواف إيطاليا 2016                          | المرتبة 20 في التصنيف العام                                             |
| 11 سبتمبر 2016 | طواف دوبس 2016                             | السابع في التصنيف العام                                                 |
| 28 سبتمبر 2016 | ميلانو-تورينو 2016                         | المرتبة 13 في التصنيف العام                                             |
| 29 يناير 2017  | سباق كاديل ايفانز 2017                     | المرتبة 17 في التصنيف العام                                             |
| 26 فبراير 2017 | طواف أبو ظبي 2017                          | التاسع في التصنيف العام                                                 |
| 14 مارس 2017   | تيرينو ادرياتيكو 2017                      | العاشر في التصنيف العام                                                 |
| 21 أبريل 2017  | جيرو ديل ترينتينو 2017                     | المركز الثالث                                                           |
| 23 أبريل 2017  | لييج-باستون-لييج 2017                      | المرتبة 12 في التصنيف العام                                             |
| 28 مايو 2017   | طواف إيطاليا 2017                          | السادس في التصنيف العام، التاسع في تصنيف الجبال                         |
| 18 يونيو 2017  | طواف سويسرا 2017                           | الرابع في التصنيف العام، التاسع في تصنيف الجبال                         |
| 04 أغسطس 2017  | طواف بولندا 2017                           | العاشر في تصنيف النقاط                                                  |
| 07 أكتوبر 2017 | طواف لومبارديا 2017                        | السادس في التصنيف العام                                                 |
| 20 أبريل 2018  | جيرو ديل ترينتينو 2018                     | المركز الثاني                                                           |
| 22 أبريل 2018  | لييج-باستون-لييج 2018                      | الخامس في التصنيف العام                                                 |
| 27 مايو 2018   | طواف إيطاليا 2018                          | الخامس في التصنيف العام، التاسع في تصنيف الجبال                         |
| 03 يونيو 2018  | غران بريمو دي لوغانو 2018                  | السادس في التصنيف العام                                                 |
| 29 يوليو 2018  | سباق طواف فرنسا 2018                       | المرتبة 18 في التصنيف العام                                             |
| 19 سبتمبر 2018 | جيرو دي توسكانا 2018                       | المركز الثالث                                                           |
| 06 أكتوبر 2018 | طواف إيميليا 2018                          | التاسع في التصنيف العام                                                 |
| 10 أكتوبر 2018 | ميلانو-تورينو 2018                         | السابع في التصنيف العام                                                 |
| 11 أكتوبر 2018 | كأس إيطاليا لركوب الدراجات على الطريق 2018 | الفائز في التصنيف العام                                                 |
| 13 أكتوبر 2018 | طواف لومبارديا 2018                        | الثامن في التصنيف العام                                                 |
| 21 فبراير 2019 | طواف عمان 2019                             | المركز الثاني                                                           |
| 02 يونيو 2019  | طواف إيطاليا 2019                          | المرتبة 19 في التصنيف العام                                             |
| 23 يونيو 2019  | طواف سويسرا 2019                           | العاشر في تصنيف النقاط، السادس في تصنيف الجبال، السابع في التصنيف العام |
| 16 فبراير 2020 | طواف بروفانس 2020                          | المرتبة 14 في التصنيف العام                                             |
| 25 أكتوبر 2020 | طواف إيطاليا 2020                          | المرتبة 11 في التصنيف العام                                             |
| 13 يونيو 2021  | طواف سويسرا 2021                           | السادس في التصنيف العام                                                 |
| 19 سبتمبر 2021 | أوكولو سلوفينسكا 2021                      | الخامس في تصنيف الجبال                                                  |
| 20 أبريل 2022  | لا فليش والون 2022                         | المرتبة 15 في التصنيف العام                                             |
| 29 مايو 2022   | طواف إيطاليا 2022                          | الثامن في التصنيف العام                                                 |
| 19 يونيو 2022  | طواف سويسرا 2022                           | التاسع في التصنيف العام                                                 |
| 01 أكتوبر 2022 | طواف إيميليا 2022                          | المركز الثالث                                                           |
| 04 أكتوبر 2022 | طواف فيرزين 2022                           | الثامن في التصنيف العام                                                 |
| 25 مارس 2023   | كوبي وبارتالي 2023                         | الثالث في تصنيف النقاط، السادس في التصنيف العام                         |
| 13 يونيو 2023  | مونت فينتو دينفلاي تشالنجز 2023            | السابع في التصنيف العام                                                 |
| 23 مارس 2024   | كوبي وبارتالي 2024                         | الثامن في التصنيف العام                                                 |
| 12 أبريل 2024  | 2024 Giro d'Abruzzo                        | العاشر في التصنيف العام                                                 |
| 26 مايو 2024   | طواف إيطاليا 2024                          | المرتبة 20 في التصنيف العام                                             |
| 16 يونيو 2024  | طواف سلوفينيا 2024                         | الرابع في التصنيف العام، الخامس في تصنيف الجبال                         |
| 11 سبتمبر 2024 | جيرو دي توسكانا 2024                       | السادس في التصنيف العام                                                 |

## روابط خارجية
- دومينيكو بوزوفيفو على موقع الاتحاد الدولي للدراجات (الإنجليزية)
- دومينيكو بوزوفيفو على موقع أرشيف الدراجات (الإنجليزية)
- دومينيكو بوزوفيفو على موقع إحصائيات الدراجات الإحترافية (الإنجليزية)
- دومينيكو بوزوفيفو على موقع نسبة الدراجات (الإنجليزية)
- دومينيكو بوزوفيفو على موقع CycleBase (الإنجليزية)